# Allemand (sculpteur)
 (juillet 2020).
Pour les articles homonymes, voir Allemand (homonymie).
Allemand (état-civil inconnu) est un sculpteur français du XIXe siècle. 

## Biographie
On ne sait pratiquement rien sur Allemand, pas même son prénom. Stanislas Lami dans son Dictionnaire des sculpteurs de l'École française nous apprend seulement qu'il travailla à Toulon jusqu'en 1830, date à laquelle il fut envoyé à Rochefort comme maître sculpteur de la Marine. Il a travaillé à la décoration de l'Arsenal et de la Préfecture Maritime.